# Santa Cita (Palermo)

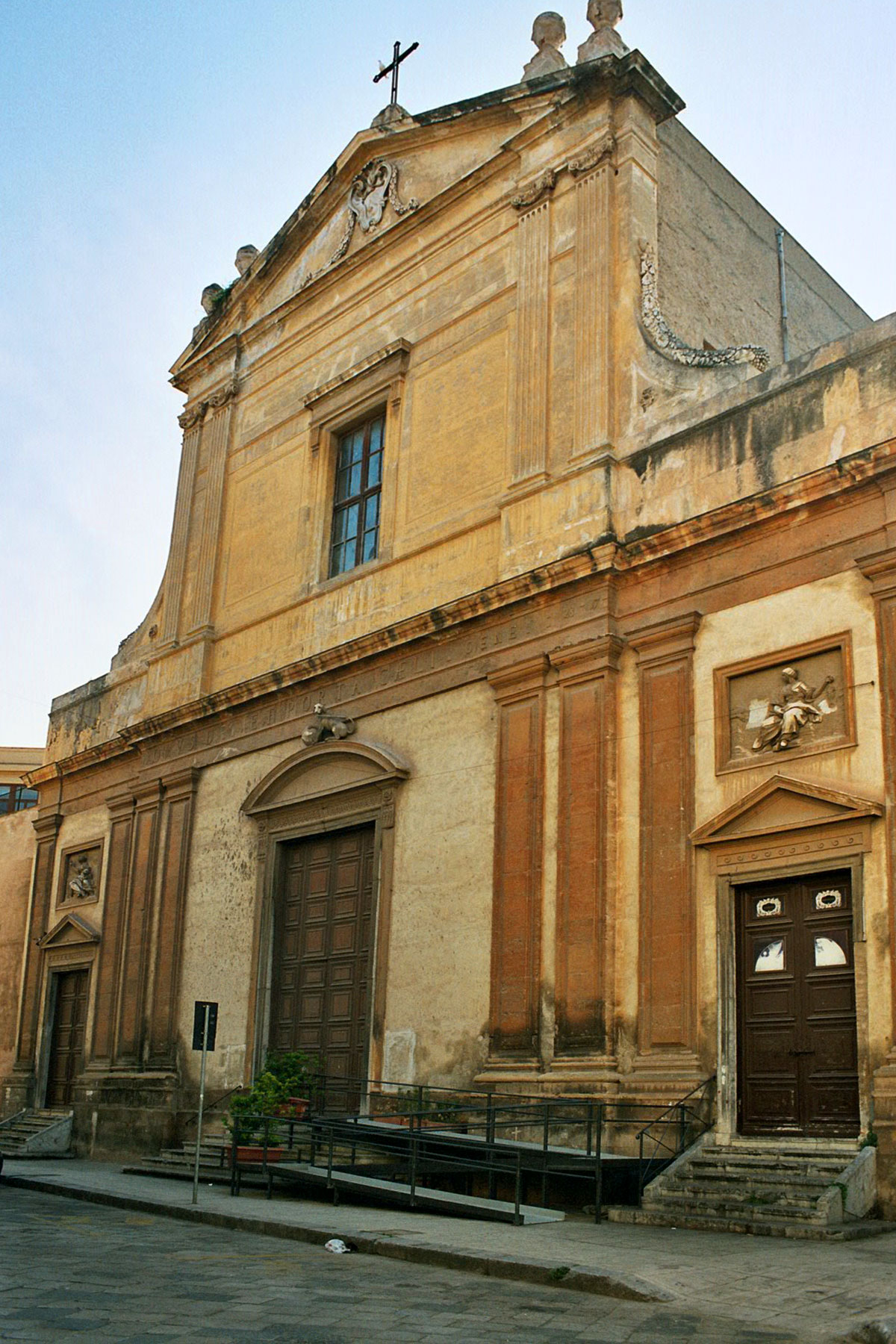
Santa Cita (Palermo)

Die Santa Cita ist eine Kirche des Barock in Palermo.

## Baugeschichte
Die ursprüngliche Kirche wurde im 14. Jahrhundert zusammen mit einem Hospital von einem Kaufmann aus Lucca gestiftet und der toskanischen Heiligen Zita geweiht. Eine weitere Stiftung im Jahr 1428 ermöglichte eine Vergrößerung der Kirche, die 1458 abgeschlossen war. Zwischen 1583 und 1603 erneuerte der Architekt Giuseppe Giacalone den Bau unter der Aufsicht des nahe gelegenen Dominikanerklosters. Finanziert wurde die nahe dem Hafen gelegene Kirche von Kaufleuten aus Pisa, die sich hier niedergelassen hatten. Die Fassade konnte erst 1781 fertiggestellt werden. Durch ein Bombardement während des Zweiten Weltkriegs wurde die Kirche 1943 schwer beschädigt, lediglich Querhaus und Presbyterium blieben unzerstört. Da die Seitenschiffe nicht wiederhergestellt werden konnten, wandelte man die ehemalige dreischiffige Anlage in einen einschiffigen Hallenbau um. 1952 konnte die Kirche wieder eröffnet werden.
Die eher schmucklose Fassade ist durch Pilaster gegliedert, zwischen denen im unteren Teil zwei figürliche Reliefs die Wand zieren. Nach oben wird die Fassade von einem flachen Dreiecksgiebel abgeschlossen.

## Ausstattung
Durch die Kriegseinwirkungen ging ein großer Teil der Ausstattung verloren, so einige bedeutende Skulpturen von Antonello Gagini aus der Zeit zwischen 1517 und 1527.
Erhalten geblieben sind von Gagini die Marmortribuna mit szenischen Darstellungen und der Sarkophag für Antonio Scirotta. Das Altarbild „Santa Agnese da Montepulciano“ (1603) stammt von Filippo Paladini. Rechts vom Presbyterium befindet sich die Cappella del Rosario, die mit farbigem Marmormosaik und Stuck dekoriert ist. Die figürlichen Reliefs, so die „Geißelung Christi“ stammen von Gioacchino Vitagliano. Fresken von Pietro Aquila mit den „Mysterien des Rosenkranzes“  schmücken die Decke. Herausragend ist eine Marmor-Pieta, die Giorgio da Milano zugeschrieben wird. Links neben der Kirche befindet sich das Oratorio del Rosario di Santa Cita mit bedeutender Stuckdekoration von Giacomo Serpotta.